# Lake Placid Equestrian Stadium
Lake Placid Equestrian Stadium är en ridsportanläggning i Lake Placid. Förutom ridsport hölls här även invigningsceremonin vid olympiska vinterspelen 1980. Arenan tar 30 000 åskådare.